# Ben Mezrich
Ben Mezrich (Boston, Massachusetts, 1969) es un escritor estadounidense autor de Bringing Down the House (2003), el libro donde cuenta la historia del equipo de blackjack del MIT y que sirvió de inspiración para la película 21: Blackjack (2008).

## Infancia y juventud
Mezrich estudió en el Princeton Day School, de Princeton, Nueva Jersey, para posteriormente graduarse magna-cum-laude en Harvard en 1991. Desde entonces ha publicado diez libros, algunos de ellos superventas.

## Publicaciones
A pesar de que comenzó como escritor de ficción, su obra más conocida es Bringing Down the House: The Inside Story of Six MIT Students Who Took Vegas for Millions (ISBN 0-7432-4999-2), que relata la historia de un grupo de estudiantes del MIT que, mediante un sofisticado método de conteo de cartas, ganaron varios millones de dólares en mesas de blackjack de Las Vegas y otros casinos de Estados Unidos y el Caribe.
El libro se convirtió en un éxito editorial y el autor relató la experiencia de los jóvenes estudiantes multimillonarios en numerosos foros. Después del éxito, el Boston Globe desmontó mucho de lo reseñado en Bringing Down the House, defendiendo que muchos de los hechos del libro nunca tuvieron lugar y concluyendo que «no se trata de una obra verídica en ningún sentido de la palabra».
En 2005 Mezrich publicó Busting Vegas: The MIT Whiz Kid Who Brought the Casinos to Their Knees, una especie de secuela de Bringing Down the House. En este caso relató la historia de otro estudiante especializado en ganar al blackjack mediante técnicas más avanzadas.
Tres años después, con ocasión del estreno de la película, periodistas de Boston magazine y The Boston Globe investigaron la exactitud de ambos libros, identificando ocasiones en las que las escenas relatadas en el libro eran pura invención.
Mezrich publicó un nuevo libro en julio de 2009 acerca de Mark Zuckerberg, el fundador de Facebook, titulado Multimillonarios por accidente: La fundación de Facebook, una historia de sexo, dinero, genio y traición. Debutó en el número 4 de la lista de Bestseller de no ficción del New York Times, y en el número 1 de la lista de libros más vendidos de no ficción del Boston Globe. Esta novela fue adaptada por Aaron Sorkin en el guion de la película The social network.

### Ficción
- Threshold (1996, ISBN 0-446-60521-2), publicado en español como El umbral.[6]
- Reaper (1998, ISBN 0-06-018751-4)
- Fertile Ground (1999, ISBN 0-06-109798-5)
- Skin (originalmente un guion de X-Files episode), (2000, ISBN 0-06-105644-8)
- Skeptic (bajo el pseudónimo de Holden Scott), (2000, ISBN 0-312-96928-7)
- The Carrier (bajo el pseudónimo de Holden Scott), (2001, ISBN 0-312-97858-8)
- Rigged : The True Story of an Ivy League Kid Who Changed the World of Oil, From Wall Street to Dubai (2007)[7]

### No ficción
- Bringing Down the House: The Inside Story of Six MIT Students Who Took Vegas for Millions (2002)
- Ugly Americans: The True Story of the Ivy League Cowboys Who Raided the Asian Markets for Millions (2004). (ISBN 0-06-057500-X).[8]
- Busting Vega$: The MIT Whiz Kid Who Brought the Casinos to Their Knees (2005, ISBN 0-06-057512-3)
- Multimillonarios por accidente: el nacimiento de Facebook. Una historia de sexo, dinero, talento y traición (Ed. Alienta, 2010, ISBN 978-84-92414-20-8)